# My Teacher, My Love
My Teacher, My Love (センセイ君主, Sensei kunshu) est une série de shōjo manga de Momoko Kōda prépubliée dans le magazine Bessatsu Margaret entre le 13 juillet 2013 et le 13 juin 2017 et publiée par Shūeisha en un total de 13 volumes reliés. La version française est publiée par Delcourt dans la collection Delcourt/Tonkam.
Il s'agit d'une série dérivée de la précédente œuvre de Kōda, No Longer Heroine.
Une adaptation en film live sort au Japon le 1er août 2018.

## Synopsis
Ayuha Samaru, une lycéenne simple et travailleuse, tombe amoureuse de Yoshitaka Hiromitsu, qui l'aide un jour dans un restaurant. Le lendemain, elle découvre que M. Hiromitsu est un nouveau professeur suppléant qui remplace son professeur principal à l'école. Ayuha pense qu'elle et M. Hiromitsu sont destinés à devenir amants et décide de le poursuivre romantiquement de manière persistante.

## Personnages
Ayuha Samaru (佐丸 あゆは, Samaru Ayuha)
Voix japonaise : Rumi Okubo (en) (vomic)
Yoshitaka Hiromitsu (弘光 由貴, Hiromitsu Yoshitaka)
Voix japonaise : Junichi Suwabe (vomic)
Monsieur Hiromitsu est le frère aîné de Kosuke Hiromitsu, un personnage de l'œuvre précédente de Kōda, No Longer Heroine.
Kotake Sawada (澤田 虎竹, Sawada Kotake)
Voix japonaise : Atsushi Abe (en) (vomic)

## Médias

### Manga
My Teacher, My Love est écrit et illustré par Momoko Kōda. Il est prépublié dans le magazine mensuel shōjo Bessatsu Margaret du numéro de juin 2013 publié le 13 juillet 2013 au numéro de mai 2017 publié le 13 juin 2017. Les chapitres ont ensuite été publiés par Shūeisha sous le label Margaret Comics en un total de 13 volumes reliés sortis entre le 25 novembre 2013 et le 25 août 2017,,.
La version française est publiée par Delcourt dans la collection Delcourt/Tonkam avec un premier volume sorti le 4 juillet 2018.
Au cours de la série, un vomic (bande dessinée vocale) mettant en vedette Rumi Okubo (en) et Junichi Suwabe est produit par Shūeisha.

#### Liste des volumes
| no | Japonais          | Japonais          | Français          | Français          |
| no | Date de sortie    | ISBN              | Date de sortie    | ISBN              |
| -- | ----------------- | ----------------- | ----------------- | ----------------- |
| 1  | 25 novembre 2013  | 978-4-08-845133-6 | 4 juillet 2018    | 978-2-7560-8046-8 |
| 2  | 25 mars 2014      | 978-4-08-845183-1 | 19 septembre 2018 | 978-2-7560-8047-5 |
| 3  | 25 juillet 2014   | 978-4-08-845242-5 | 28 novembre 2018  | 978-2-7560-8048-2 |
| 4  | 25 novembre 2014  | 978-4-08-845303-3 | 13 mars 2019      | 978-2-4130-1836-0 |
| 5  | 25 mars 2015      | 978-4-08-845363-7 | 29 mai 2019       | 978-2-4130-1598-7 |
| 6  | 25 juin 2015      | 978-4-08-845403-0 | 29 novembre 2019  | 978-2-4130-2429-3 |
| 7  | 11 septembre 2015 | 978-4-08-845449-8 | 17 février 2021   | 978-2-4130-2837-6 |
| 8  | 25 décembre 2015  | 978-4-08-845501-3 | 15 septembre 2021 | 978-2-4130-3781-1 |
| 9  | 25 avril 2016     | 978-4-08-845556-3 | 1er février 2023  | 978-2-4130-4355-3 |
| 10 | 25 août 2016      | 978-4-08-845624-9 | 1er février 2023  | 978-2-4130-4356-0 |
| 11 | 22 décembre 2016  | 978-4-08-845684-3 |                   |                   |
| 12 | 25 avril 2017     | 978-4-08-845746-8 |                   |                   |
| 13 | 25 août 2017      | 978-4-08-845133-6 |                   |                   |

### Film live
En janvier 2018, le magazine Bessatsu Margaret annonce qu'une adaptation cinématographique en prise de vues réelles est en cours de production, avec une date de sortie prévue pour le 1er août 2018 révélée plus tard en avril de la même année,. Le film est réalisé par Sho Tsukikawa et écrit par Erika Yoshida (ja), avec un casting principal composé de Minami Hamabe dans le rôle d'Ayuha et Ryoma Takeuchi dans le rôle de M. Hiromitsu. Taiki Sato (en), Rina Kawaei, Yua Shinkawa et Riko Fukumoto sont annoncés comme membres supplémentaires de la distribution en mars 2017,. La chanson thème du film est une reprise de I Want You Back des Jackson Five interprétée par Twice,,. Une deuxième version du clip mettant en vedette les acteurs du film dansant avec Twice est sortie le 26 juin 2018.
L'édition Blu-ray deluxe se vend à 3 097 exemplaires lors de la première semaine, débutant à la 15ème place du classement hebdomadaire Oricon des sorties Blu-ray. L'édition DVD deluxe se vend à 2 695 exemplaires lors de la première semaine, débutant à la 15ème place du classement hebdomadaire Oricon des sorties DVD, tandis que l'édition standard commence à la 29ème place et se vend à 1 389 exemplaires.

## Réception
Pour l'adaptation cinématographique en direct, Mark Schilling du Japan Times attribue au film 2 étoiles sur 5, déclarant son malaise face à la relation d'Ayuha et de M. Hiromitsu en tant qu'étudiant et enseignant. Dans sa critique, il note que les romances entre élèves et professeurs avec des héroïnes stupides sont encore très courantes au Japon par rapport à l'Occident. Il déclare également que le personnage d'Ayuha est beaucoup plus réaliste dans le manga que dans le film.